# Winchester Model 1895
Die Winchester Model 1895, auch Winchester M1895 oder Winchester M95, ist ein von der Winchester Repeating Arms Company seit 1896 produzierter Unterhebelrepetierer mit außen liegendem Schlagstück (Hammer) und einem unter dem Verschluss fest angebrachten Kastenmagazin. Das Gewehr ist eine Entwicklung von John Browning für die neuen Zentralfeuerpatronen mit rauchschwachem Pulver und Spitzgeschoss. Es wurde für mehrere Kaliber und mit Läufen von 22 bis 30 Zoll Länge gefertigt. Das Model 1895 darf nicht mit dem ebenfalls von Winchester produzierten Model 1895 Lee Navy verwechselt werden, das Munition im Kaliber 6mm Lee Navy verschoss.

## Beschreibung

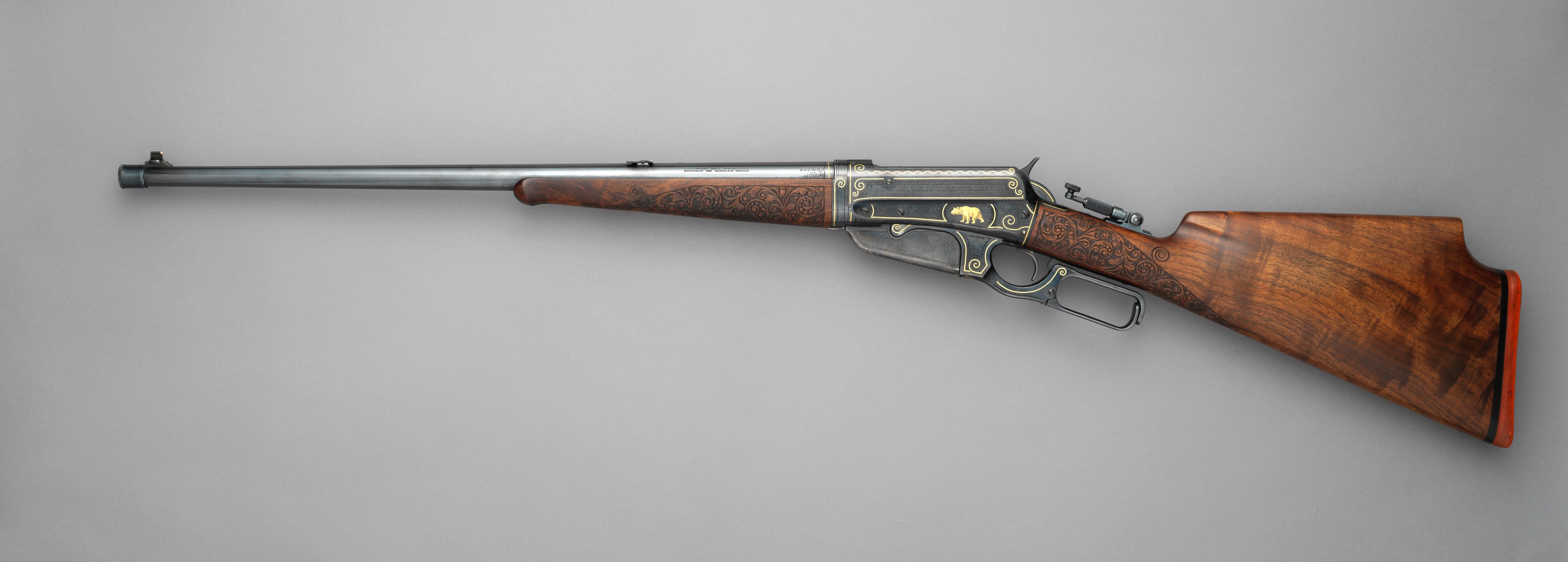

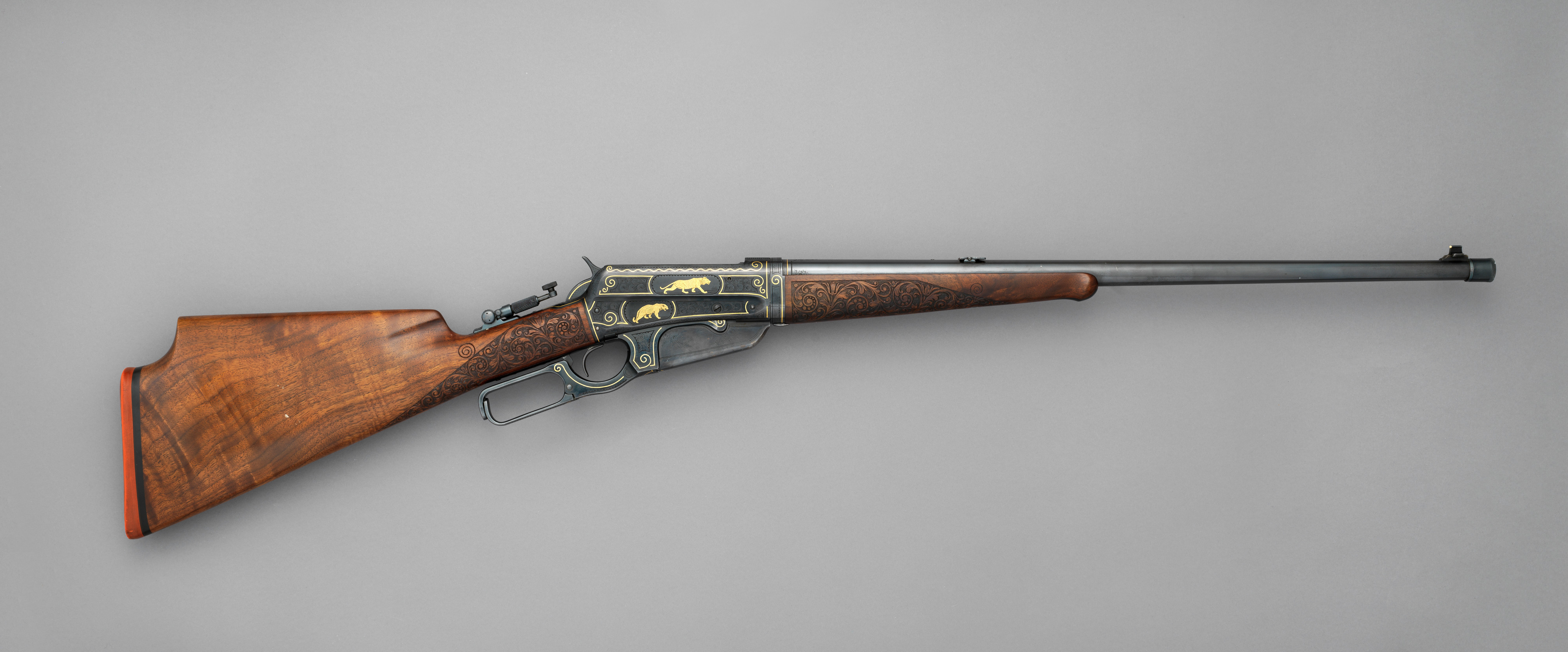
Winchester Model 1895, Sonderanfertigung nach Kundenwunsch, 1913

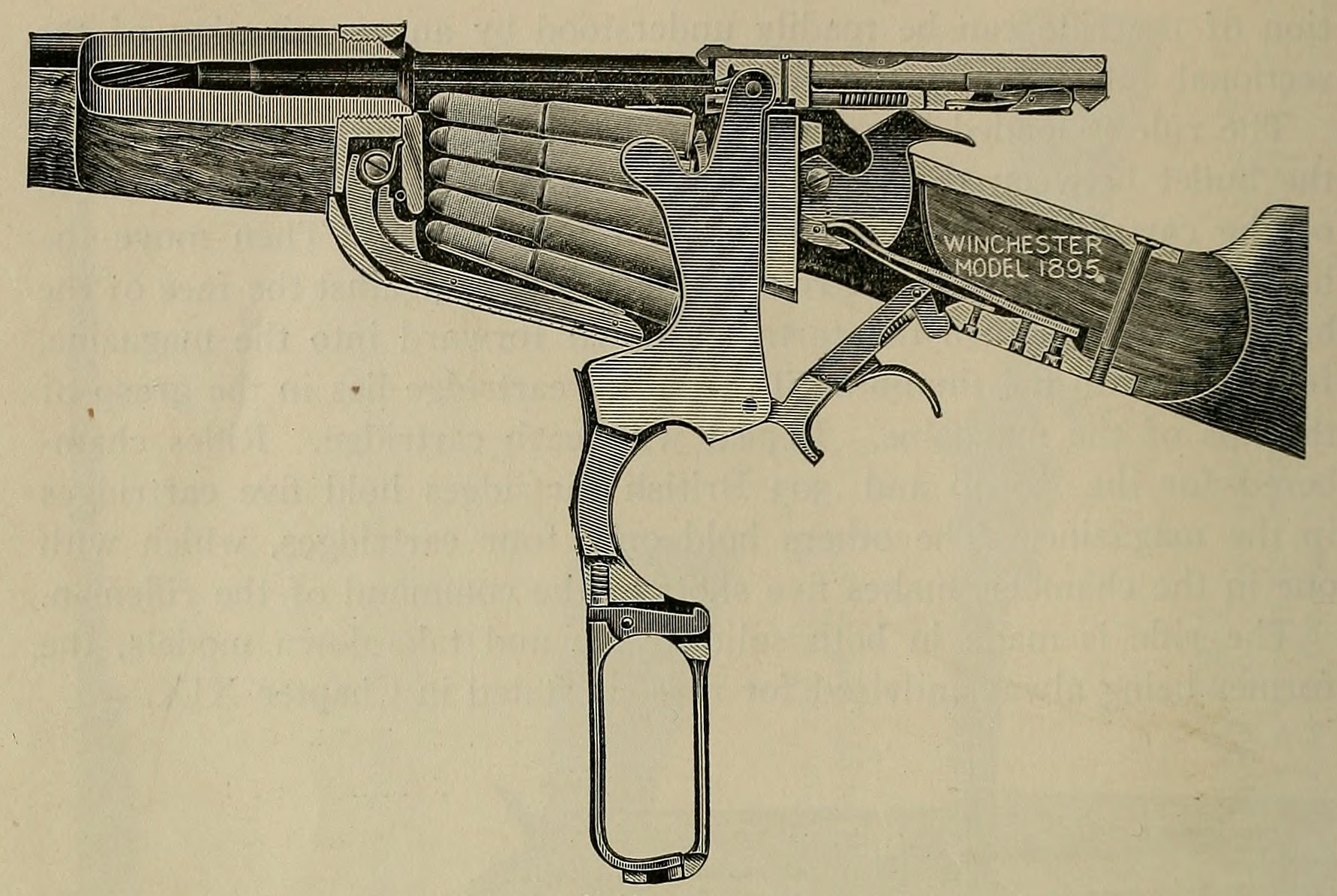
Winchester Model 1895 mit offenem Verschluss, 5 Patronen im Kastenmagazin

Im März 1896 wurde die Winchester Model 1895 im Kaliber .30-40 Krag als erster Unterhebelrepetierer mit Kastenmagazin auf den Markt gebracht. Die erste Serie wurden nur in einer sehr geringen Stückzahl verkauft und hatte die Kaliber .30-40 Krag, .38-72 Winchester und .40-72 Winchester. Das Verriegelungssystem entsprach dem des Models 94 mit dem Unterschied, dass der H-förmige Verriegelungsblock nicht die ganze hintere Fläche des Verschlusses abdeckte.
Ab etwa Seriennummer 5000 wurden Ladehebel und Verschlussgehäuse überarbeitet. Der durch eine Feder in Position gehaltene noch einteilige Ladehebel (siehe Patentzeichnung) wurde mit einem Haken versehen, der den Ladehebel bei Nichtbetätigung am Rahmen festhielt (siehe Bild Winchester Model 1895 mit offenem Verschluss). Das überarbeitete Verschlussgehäuse ist in der Seitenansicht auf den ersten Blick an der vertieften unteren Gehäusehälfte zu erkennen. Während des Produktionszeitraums kamen weitere Kaliber hinzu, das .303 British (1898), .35 Winchester (1903), .405 Winchester (1904), .30-03 (1905), .30-06 Springfield (1908) und 7,62 × 54 mm R.
Das wesentliche Merkmal des Model 1895 ist das fest montierte Kastenmagazin, das die Gefahr einer Fehlzündung im Magazin gegenüber den zuvor üblichen Röhrenmagazinen verhindert. Das Magazin fasst bei den Kalibern .30-40 Krag und .303 British fünf Patronen, bei den übrigen nur vier. Hinzu kommt jeweils eine Patrone, die sich in der Kammer befinden kann. Läufe und Baskülen haben standardmäßig gebläute Oberflächen. Die Winchester Model 1895 wurde auch zerlegbar angeboten.

Patent für Brownings Kastenmagazin, U.S. Patent No. 549.345, 5. November 1895
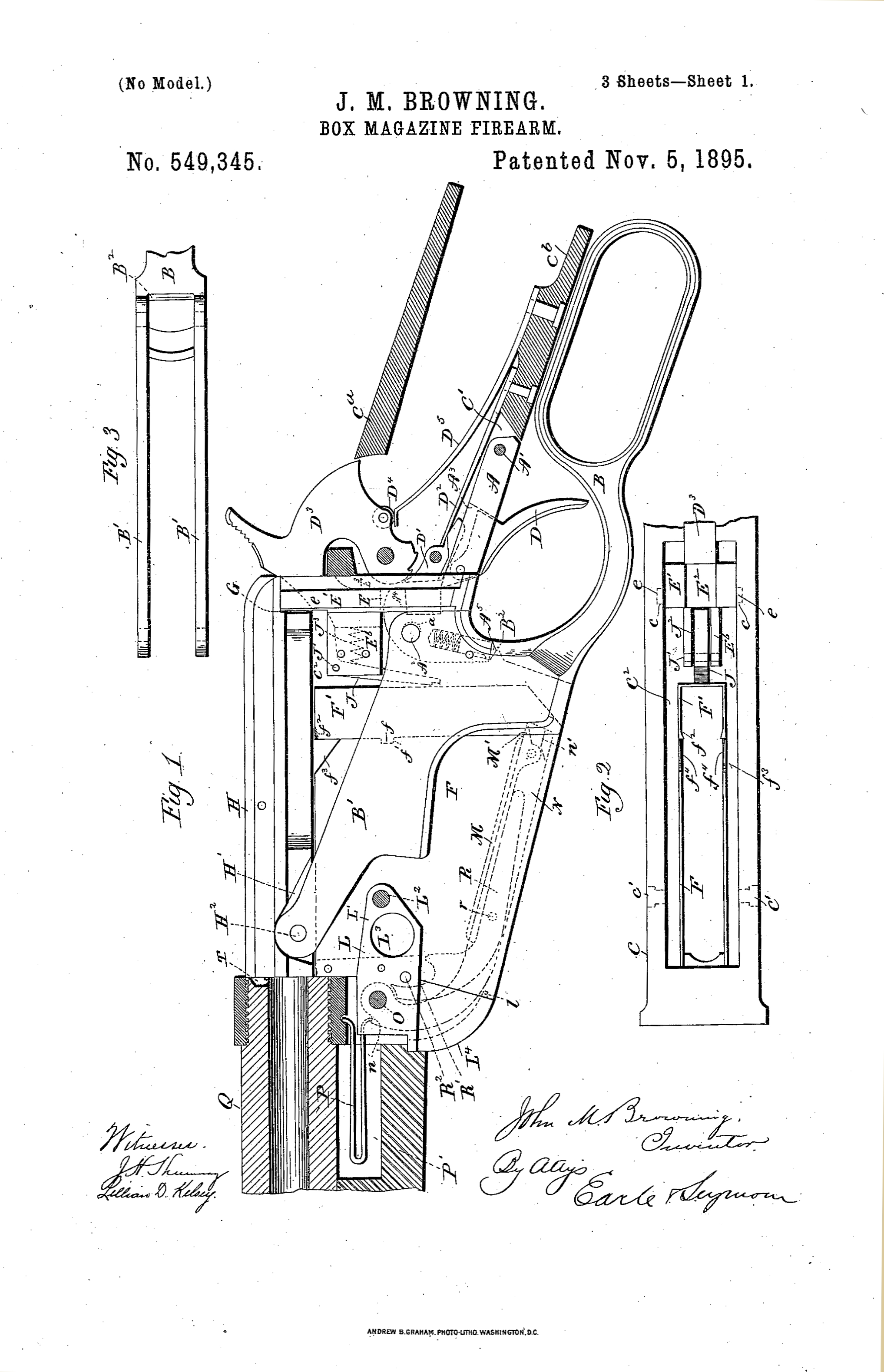
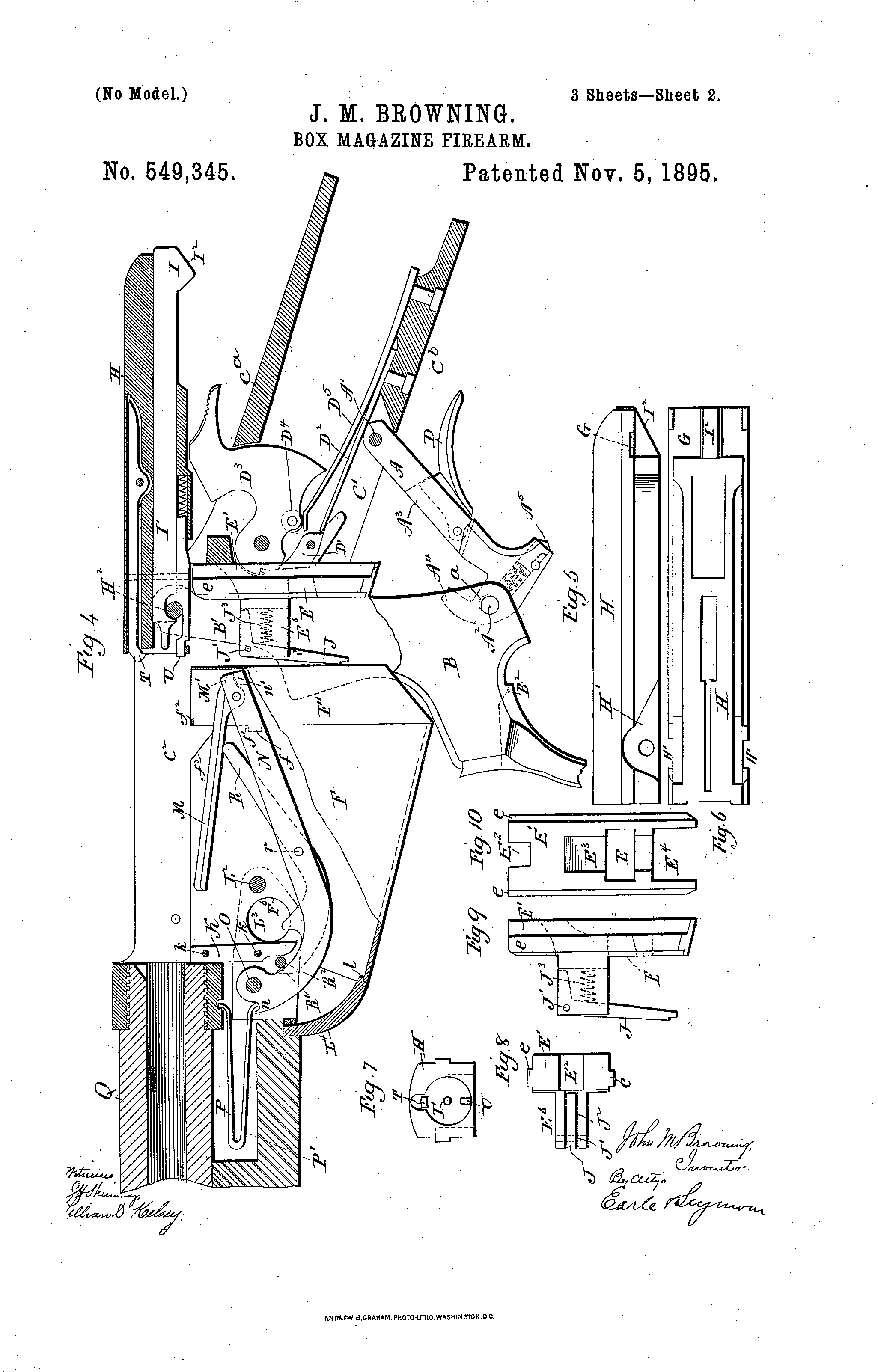
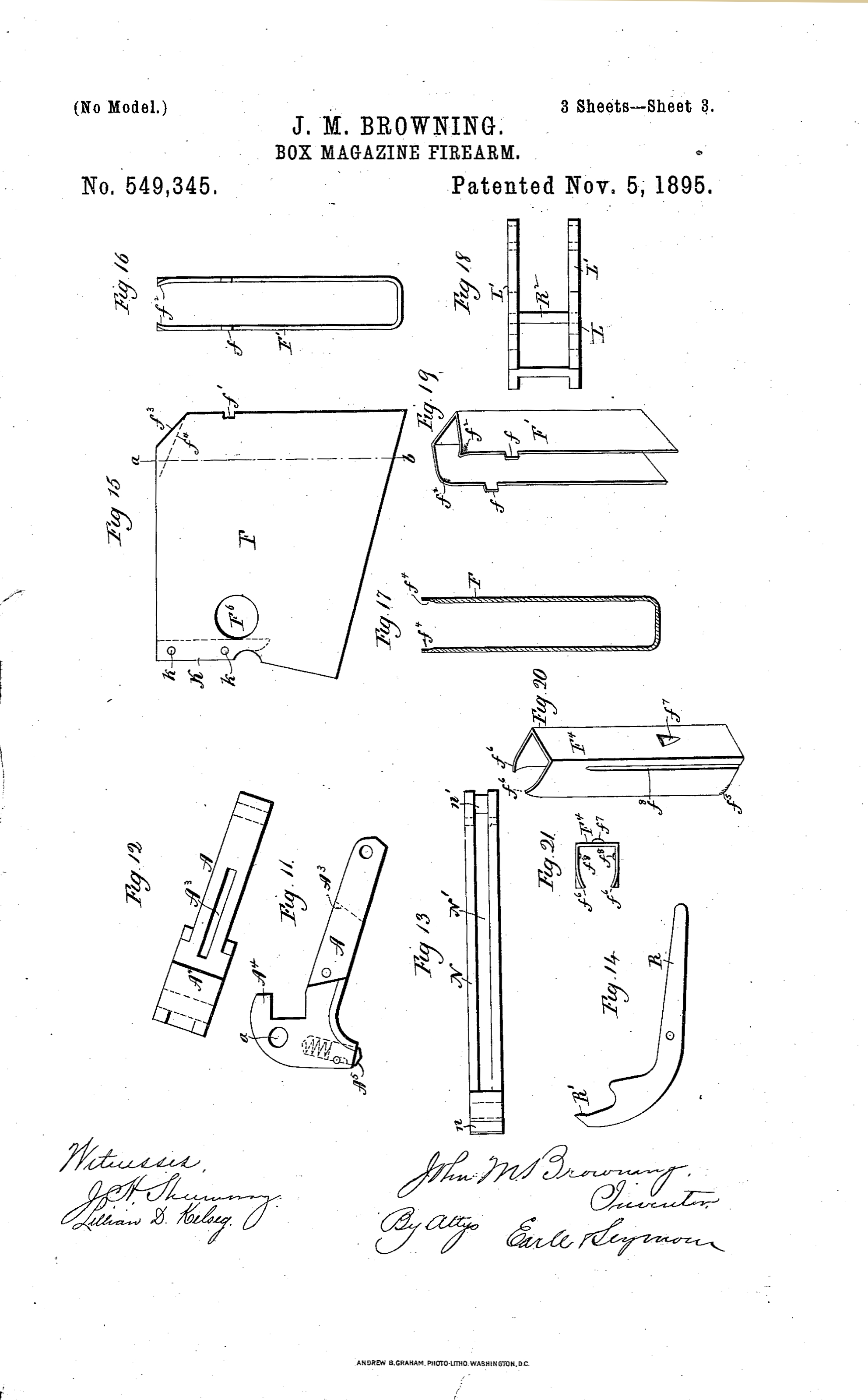

Die seit 1984 produzierten Model 1895 wurden in einigen Details geändert. Die augenfälligste Neuerung ist der Sicherungshebel auf der Baskülenzunge, die bis 1940 hergestellten Gewehre hatten keine Sicherung. Der Abzug wurde leicht verändert, daher kann er nicht zwischen alten und neuen Gewehren ausgetauscht werden.

## Geschichte

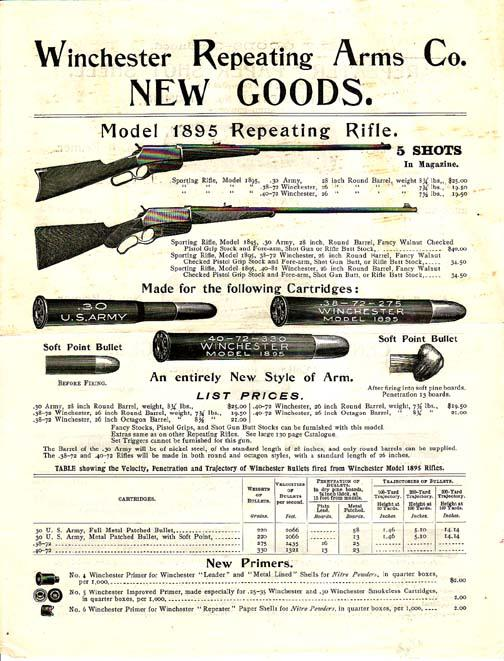
Anzeige Winchester-Modell 1895, frühe nicht überarbeitete Verschlussgehäuse

Die zuvor bei Unterhebelrepetierern üblichen Röhrenmagazine hatten den Nachteil, dass sie bei abnehmender Füllung den Schwerpunkt der Waffe veränderten. Noch bedeutender war die Gefahr, dass die neuen Zentralfeuerpatronen mit Spitzgeschossen im Magazin durch eine dahinter liegende Patrone gezündet würden. Beide Probleme löste John Browning mit der Entwicklung seines letzten Unterhebelrepetierers, der Winchester Model 1895. Sie verfügte als erster Unterhebelrepetierer über ein fest an der Waffe montiertes Kastenmagazin für vier oder fünf Patronen.
Die Markteinführung der Winchester Model 1895 erfolgte im März 1896. Bis 1932 wurden 425.881 Winchester Model 1895 als Jagdwaffen, Infanteriegewehre und Militärkarabiner hergestellt. Von 1936 bis 1940 war das Model 1895 wieder auf Sonderbestellung lieferbar.
Es gab im 20. Jahrhundert einige Sondermodelle der National Rifle Association mit Läufen von 24 oder 30 Zoll Länge. 1984 wurde die Produktion einer limitierten Auflage der Winchester Model 1895 von der Browning Arms Company aufgenommen. Mit Blick auf den Sammlermarkt werden seit 2001 immer wieder Sondermodelle in limitierter Stückzahl angeboten, beispielsweise anlässlich großer Waffenmessen. Diese Sondermodelle unterscheiden sich von den Standardmodellen durch kleine Abweichungen in Ausstattung und Finish. 2011 wurde die Waffe mit den Kalibern .405, .30-06 und .30-40 Krag in das reguläre Verkaufsprogramm aufgenommen. Die seit 2001 produzierten Model 1895 werden von dem japanischen Waffenhersteller Miroku und nicht von Winchester selbst gefertigt.
Zum 100. Jahrestag der Präsidentschaft Theodore Roosevelts wurde das Kaliber .405 Winchester im Jahr 2001 wieder eingeführt. Auch die Expedition wurde in der Werbung der Winchester Repeating Arms Company wieder dargestellt. 2009 brachte das Unternehmen ein Sondermodell der Winchester 1895 heraus, das der von Roosevelt in Afrika mitgeführten Model 1895 nachgebildet war. Die Waffe im Kaliber .405 Winchester, hat auf dem Gehäuse seine Signatur und Darstellungen afrikanischen Großwilds eingraviert. Die in limitierter Auflage produzierten Sammlerstücke wurden paarweise mit zueinander passenden Seriennummern und mit Beigaben wie Munition in einer Sonderverpackung und einer neu erschienenen aufwändigen Sonderauflage von Roosevelts Reisebericht African Game Trails angeboten.
Zum 125. Jahrestag wurde im Jahr 2020 die Model 1895 125th Anniversary herausgegeben. Das Gewehr zeichnet sich durch die aufwändige Gravur beider Seiten der Basküle und vernickelte Metalloberflächen aus. Es hat einen 24 Zoll langen Lauf und wird in den Kalibern .30-06 Springfield, .30-40 Krag und .405 Winchester produziert.

## Militär und Polizei
Die Winchester Model 1895 wurde in mehreren Varianten für die militärische Nutzung hergestellt. Neben kurzläufigen Karabinern wurden Standardgewehre und Musketen produziert. Im militärischen Sprachgebrauch um die Jahrhundertwende waren Musketen Infanteriegewehre mit besonders langen Läufen und Aufpflanzvorrichtung für ein Bajonett.

### Vereinigte Staaten
1896 beschloss der Bundesstaat New York, seine mit völlig veralteten Gewehren bewaffnete Nationalgarde mit neuen Modellen auszustatten. Für die Ausschreibung über 15.000 Gewehre zum Stückpreis von 20 US-Dollar wurde festgelegt, dass die Gewehre Läufe mit einer Länge von 28 Zoll haben mussten, dieselbe Munition .30-40 Krag wie das von der U.S. Army als Ordonnanzwaffe eingesetzte Krag-Jørgensen verschießen, einen Sicherheitsabzug haben und über eine Magazinsperre und einen Magazinzähler verfügen. Unter 12 Bewerbern verblieben am Ende die Winchester Model 1895, die weder Magazinsperre noch -zähler hatte, und die Savage Model 1895. Die Entscheidung fiel zugunsten der Savage aus, doch Winchester und andere unterlegene Anbieter klagten dagegen und letztendlich wurde die Ausschreibung insgesamt verworfen.
Während des Spanisch-Amerikanischen Kriegs war das im Jahr 1892 eingeführte Krag-Jørgensen Repetiergewehr nicht in der benötigten Stückzahl vorhanden. Die Winchester Repeating Arms Company sah eine Gelegenheit und wandte sich direkt an General of the Army Nelson Appleton Miles. Miles empfahl die Waffe dem Verteidigungsminister Russell Alexander Alger, der 10.000 Stück für insgesamt 207.000 US-Dollar bestellte. Die Gewehre wurden von Winchester, dem Sprachgebrauch des späten 19. Jahrhunderts folgend, als musket bezeichnet. Es waren Infanteriegewehre mit 28 Zoll langem Lauf, einem fast bis zur Mündung reichenden Vorderschaft, militärischem Visier und einer Aufpflanzvorrichtung für ein Bajonett. Bei der Auslieferung von jeweils 5000 Gewehren im September 1898 und Januar 1899 war der Krieg bereits beendet.

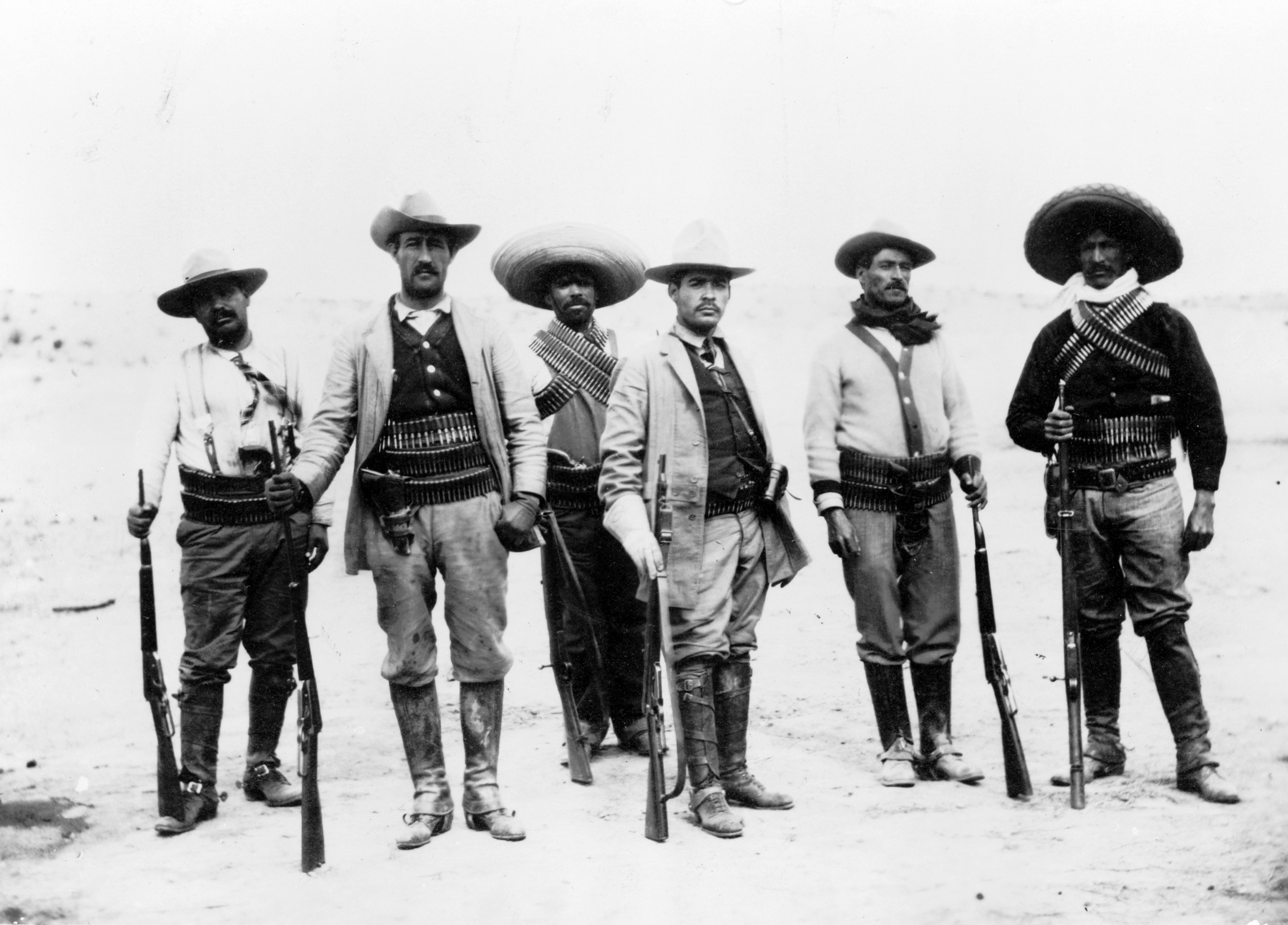
General Emilio Campa (Mitte) mit einem Infanteriegewehr Model 1895 U.S. Seine Begleiter führen drei Model 1895 und zwei Mauser.

Das eigentlich zuständige aber übergangene United States Army Ordnance Corps prüfte die Waffen im Januar 1899 und wies sie als ungeeignet für den militärischen Einsatz zurück. Im Vergleich mit dem 1898er Krag-Jørgensen und dem Model 1895 Lee Navy hatte die Winchester Model 1895 beim Test in der Springfield Armory in Massachusetts die niedrigste Feuergeschwindigkeit über eine oder zwei Minuten. Dabei spielte das umständliche Nachladen einzelner Patronen eine Rolle. Darüber hinaus wurde die Verarbeitungsqualität bemängelt, die eine verringerte Nutzungsdauer zur Folge hätte. Die Gewehre wurden nicht zum Einsatz freigegeben, aber 100 Exemplare wurden auf dem Kriegsschauplatz der Philippinen im Feld getestet. Dabei wurde das Ergebnis der ersten Prüfung bestätigt. In seinem Bericht bezeichnete Generalleutnant Arthur MacArthur das Krag-Jørgensen als eine weit überlegene Waffe. Die 100 Gewehre wurden in die Vereinigten Staaten zurückgeschickt und von einem Großhändler für ausgemusterte Militärausrüstung auf dem zivilen Markt verkauft. Die verbliebenen 9.900 Model 1895 wurden eingelagert und erst 1906 an den Waffenhändler M. Hartley Company in New York verkauft. Dieser verkaufte sie nach Kuba, von wo die meisten nach Mexiko gelangten. Während der mexikanischen Revolution wurden viele gegen die Regierungstruppen eingesetzt, auch gegen das Mexikanische Expeditionskorps unter General John J. Pershing.
Mehrere US-Bundesstaaten, darunter Colorado und Kentucky, kauften wahrscheinlich unabhängig von der U.S. Army Winchester Model 1895 für ihre Nationalgarden. Für Offiziere bestand die Möglichkeit, sich ihre Gewehre selbst zu beschaffen. Colonel Theodore Roosevelt, der Kommandeur der Rough Riders, war während des Spanisch-Amerikanischen Kriegs auf Kuba im Einsatz. Er selbst und einige weitere Offiziere waren mit Winchester Model 1895 im Kaliber .30-40 bewaffnet. Mit dem Karabiner mit 22-Zoll-Lauf in den Kalibern .30-40 Krag und .30-06 Springfield waren auch die Texas Rangers, Arizona Rangers und die Ranger des National Park Service ausgerüstet.

### Vereinigtes Königreich
Zu Beginn des Ersten Weltkriegs versuchte Winchester, das Model 1895 an das Vereinigte Königreich zu verkaufen. Das Angebot umfasste Infanteriegewehre mit Bajonett für das Kaliber .303 British. Die Briten bevorzugten jedoch Gewehre mit Zylinderverschluss gegenüber den Unterhebelrepetierern. Sie entschieden sich für das Enfield Pattern 1914 Rifle, das wegen fehlender Kapazitäten bei Enfield von Winchester und Remington Arms hergestellt wurde.

### Russisches Kaiserreich

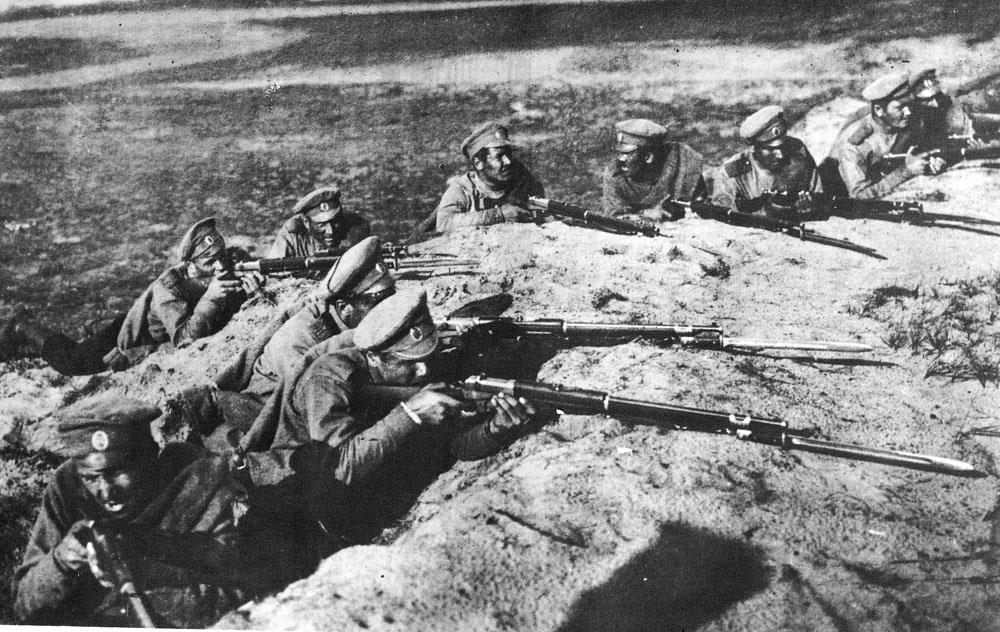
Russische Truppen mit Winchester M1895

Dem Russischen Kaiserreich mangelte es am Anfang des Ersten Weltkriegs an Gewehren zur Ausrüstung der bestehenden und neu aufzustellenden Armeen. Darüber hinaus gab es keine Rüstungsindustrie, die rasch genügend Gewehre produzieren konnte. Im Dezember 1914 befanden sich 800.000 ausgebildete russische Soldaten in Lagern in der Etappe, die mangels Gewehren nicht an die Front geschickt werden konnten. Der Generalstab befahl die Beschaffung von Gewehren im Ausland, egal welchen Kalibers, sofern auch die Munition in genügender Menge geliefert werden könne. So wurde in Japan das veraltete Infanteriegewehr Arisaka Typ 30 und sein Nachfolger Arisaka Typ 38 im Kaliber 6,5 × 50 mm HR eingekauft. Hinzu kamen Waffen aus anderen Staaten, die aber insgesamt nicht die benötigte Menge erreichten, und durch die zahlreichen Kaliber große Nachschubprobleme bereiteten. Da die Rüstungsindustrien in Europa mit der Produktion für das eigene Militär beschäftigt waren, versuchte Russland in den Vereinigten Staaten an Gewehre zu kommen. Im Januar 1915 wurde Remington Arms mit der Lieferung von einer Million Infanteriegewehren Mosin-Nagant im Kaliber 7,62 × 54 mm R beauftragt. Ein späterer Vertrag mit Remington und Westinghouse sah die Lieferung von 2,3 Millionen Gewehren vor. Die Umstellung der Produktion und das Errichten neuer Produktionsstätten beanspruchten allerdings Zeit, und Russland benötigte die Gewehre so schnell wie möglich.

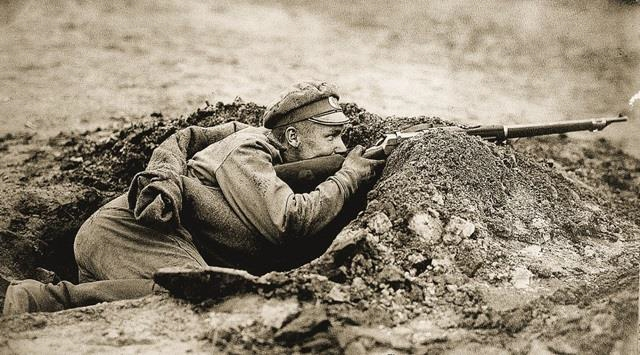
Lettischer Schütze mit Winchester M1895

Die Winchester Repeating Arms Company sah eine Chance auf ein gutes Geschäft und bot Russland an, innerhalb von sechs Wochen das Model 1895 an das Kaliber der Mosin-Nagant anzupassen und die Produktion zu starten. Die Gewehre konnten, wie das Mosin-Nagant, mit Ladestreifen zu fünf Schuss geladen werden. Die erste Bestellung vom 13. November 1914 umfasste 100.000 Gewehre, jeweils mit Bajonett mit stählerner Scheide, Leder-Trageriemen und Werkzeug zum Preis von 23,40 US-Dollar. Am 27. August 1915 wurde eine zweite Tranche von 200.000 Gewehren bestellt, nun zum Preis von 27,15 US-Dollar. Am 27. Mai 1915 bestellte Russland 300 Millionen Schuss Munition, von denen 174 Millionen ausgeliefert wurden. Die ersten 25.811 Bajonette hatten eine Länge von etwa 32 Zentimeter mit einer Klingenlänge von etwa 21 Zentimeter. Die Russen hielten Gewehre mit längeren Bajonetten für den Nahkampf besser geeignet. Die zweite Ausführung war etwa 52 Zentimeter lang, mit einer Klinge von etwa 40,6 Zentimeter Länge.
Der von Winchester zugesagte Produktionsbeginn nach sechs Wochen konnte nicht eingehalten werden. Die Umstellung der Produktion von geringen Stückzahlen für den zivilen Markt auf die Massenproduktion für den Export war schwieriger als erwartet. Russische Sonderwünsche wie Modifikationen für die Nutzung von Ladestreifen wie beim Mosin-Nagant und Kimmen nach russischem Muster nahmen Entwicklungszeit in Anspruch. Zudem lieferte die russische Seite keine Kaliberlehren, verbot Winchester aber die Nutzung der eigenen. Auch die Munition zum Testen musste erst aus Russland herangeschafft werden, obwohl Winchester passende Patronen für Russland produzierte. Die russischen Inspektoren wiesen häufig Gewehre wegen vorgeblicher Mängel zurück, die Winchester später unbeanstandet auf dem zivilen Markt verkaufte. Unklar ist, ob das Verhalten in der fachlichen Inkompetenz der Inspektoren oder in ihrer Hoffnung auf Bestechungsgelder gründete. Trotz aller Schwierigkeiten wurde der erste Vertrag am 30. November 1915 erfüllt, mit nur zwei Wochen Verspätung. Der zweite Vertrag war im Dezember 1916 erfüllt. Von den 300.000 bestellten Gewehren wurden 293.818 ausgeliefert. Die fehlenden 6182 Waffen gingen wahrscheinlich beim Transport mit Handelsschiffen verloren.
Die an Russland gelieferten Gewehre wurden auch zur Ausrüstung von Freiwilligen-Bataillonen verwendet, darunter im Großfürstentum Finnland, in Lettland und in Estland. Während der Oktoberrevolution wurde das Gewehr von Revolutionären und Zaristen eingesetzt, und auch im Russischen Bürgerkrieg kam es in der Roten und Weißen Armee zum Einsatz. Weitere bedeutende Kriegsschauplätze, auf denen das Gewehr von beiden Seiten eingesetzt wurde, waren der Lettische Unabhängigkeitskrieg, der Estnische Freiheitskrieg, der Finnische Bürgerkrieg und der Polnisch-Sowjetische Krieg.
Nach dem Beginn des Spanischen Bürgerkriegs im Jahr 1936 wandten sich die Republikaner mit der Bitte um Waffenlieferungen an mehrere Staaten, darunter die Sowjetunion. Diese nutzte die Gelegenheit zum Verkauf alter Lagerbestände. Mindestens 18.000 Winchester M1895 wurden im Herbst 1936 in zwei Lieferungen nach Bilbao verschifft. Nach dem Sieg der Franquisten wurden die Waffen beider Kriegsparteien eingesammelt und überholt. Die Metallteile wurden frisch gebläut, die Schäfte aufgearbeitet und meist auch die russischen Prüfzeichen entfernt. Auf dem Hinterschaft wurde eine Marke angebracht, in einer Bombe aus der Flammen steigen die Buchstaben MP über der Ziffer 8. In den 1950er Jahren wurden viele dieser aufgearbeiteten Gewehre auf dem US-amerikanischen Sammlermarkt verkauft.

### Deutsches Reich
Das Ulanen-Regiment „Kaiser Franz Josef von Österreich, König von Ungarn“ (1. Königlich Sächsisches) Nr. 17 führte um 1910 Truppenversuche mit dem Karabiner M1895 im Kaliber .30-06 durch. Die 120 Soldaten der 1. und 3. Eskadron des Ulanen-Regiments wurden 1912 mit Winchester M1895 ausgestattet. Die Gewehre hatte die Konfiguration musket mit langen Läufen, bis fast zur Mündung reichendem Vorderschaft, Aufpflanzvorrichtung für ein Bajonett und Ösen für einen Trageriemen. Die anderen sechs Eskadronen blieben weiter mit dem Karabiner Mauser K98 im Kaliber 8 × 57 IS ausgestattet.
Ebenfalls 1912 wurde zu Testzwecken eine kleine Zahl Karabiner Winchester M95 an die Schutztruppe für Deutsch-Südwestafrika geliefert. Auch hier blieb das Mauser Modell 98 als Standardwaffe im Einsatz.

## Theodore Roosevelt

15 Kisten Gewehre, Munition und Ersatzteile auf dem Weg zum Hafen von New York, März 1909

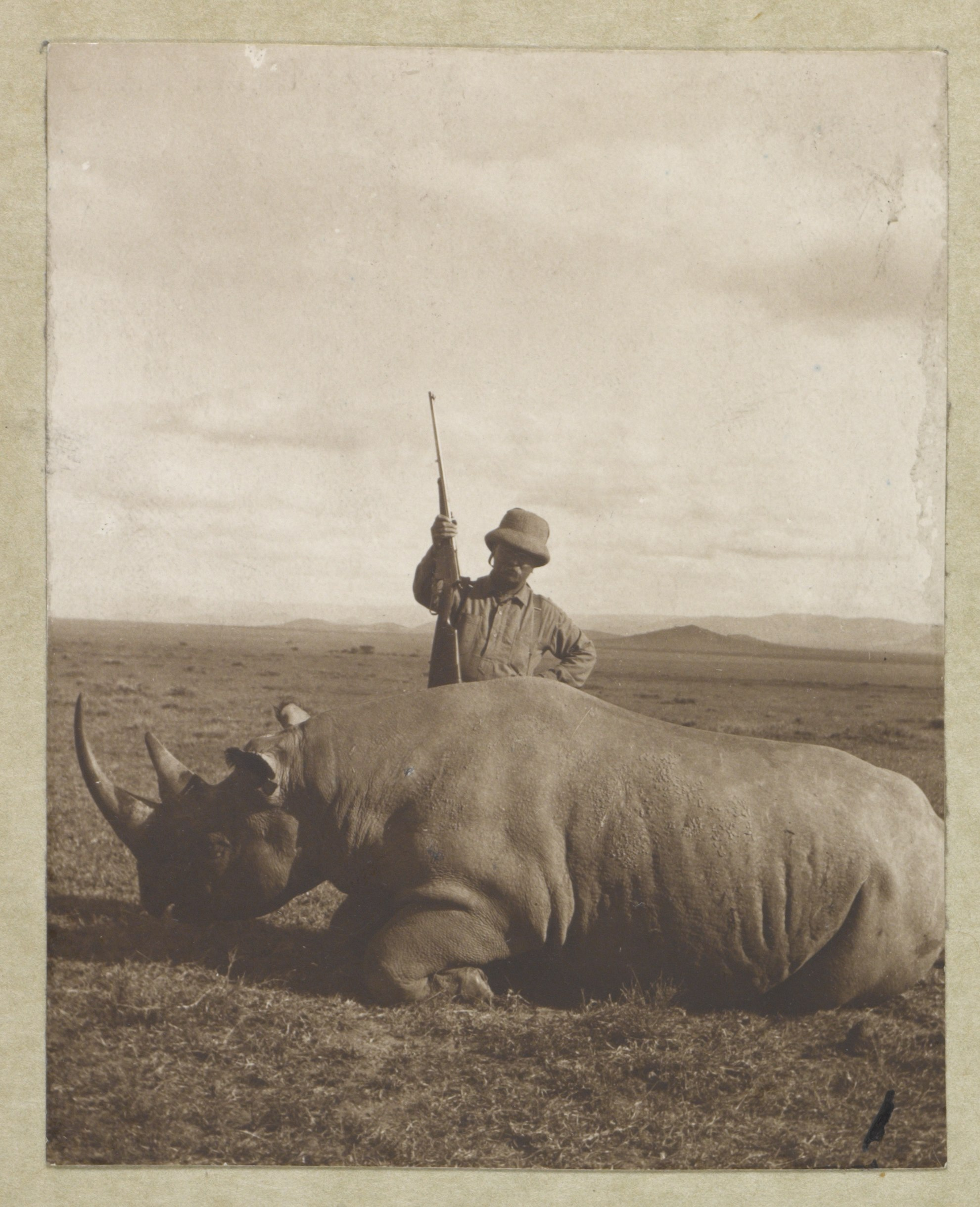
Theodore Roosevelt mit seiner Winchester Model 1895 und einem erlegten Nashorn, 1909

Seit 1881, kurz nach dem Abschluss seines Studiums an der Harvard University, war Roosevelt der Winchester Repeating Arms Company verbunden und benutzte bei der Jagd bevorzugt Waffen dieses Herstellers. Seine eigenen Gewehre waren oft besonders ausgestattet, namentlich mit aufwändigen Gravuren, und kosteten bis zum Doppelten der Standardausführung. Roosevelt verschenkte in seinem persönlichen Umfeld oft und gerne Waffen, auch hier bevorzugt Winchester mit besonderen Ausstattungsdetails. So schenkte er seinem Kriegskameraden und Freund Leonard Wood, seinerzeit Militärgouverneur von Santiago de Cuba, im Dezember 1899 eine Model 1895.
Roosevelts Begeisterung für Repetiergewehre der Winchester Repeating Arms Company war zum Teil Ausdruck seiner Bevorzugung US-amerikanischer Produkte. Darüber hinaus war Roosevelt stark kurzsichtig und seit seiner Präsidentschaft durch eine während eines Boxkampfs erlittene Verletzung auf einem Auge fast erblindet. Seine Leistungen als Schütze waren entsprechend schlecht. Die modernen Repetiergewehre mit mehreren Patronen im Magazin gaben Roosevelt die Möglichkeit, seine mangelnde Zielgenauigkeit durch das Abgeben mehrerer Schüsse auf das Ziel zu kompensieren.
Auf die Smithsonian-Roosevelt African Expedition von 1909 bis 1910 nahm Roosevelt mehrere Winchester-Repetiergewehre mit. Spätestens im Juni 1908 begann eine umfangreiche Korrespondenz mit der Winchester Repeating Arms Company, die meist von Roosevelts Sekretär William Loeb Jr. geführt wurde und die Auswahl und genaue Ausstattung der Waffen, deren Kaliber, Munition und Versandmodalitäten betraf. Roosevelt selbst hatte eine Winchester Model 1895 in seinem auf der Löwenjagd bevorzugten Kaliber .405 Winchester. Sein Sohn Kermit hatte zwei Model 1895 in unterschiedlichen Kalibern dabei. Roosevelt wird von zahlreichen Autoren falsch mit der Zuschreibung big medicine gun für das Model 1895 zitiert. Dabei wurde Roosevelts Außenpolitik des Big Stick mit dem Gewehr in Verbindung gebracht. Tatsächlich schrieb Roosevelt:

“The Winchester .405 is, at least for me personally, the medicine gun for lions”

„Die Winchester .405 ist, zumindest für mich selbst, die Medizin für Löwen.“

In den Jahren vor seiner Präsidentschaft wurde Roosevelts Name immer wieder von der Winchester Repeating Arms Company Roosevelts in ihrer Werbung genannt. Dabei wurden die von Roosevelt gekauften Gewehre genannt oder es wurde aus der Korrespondenz mit Roosevelt zitiert. Mit dem Amtsantritt als US-Präsident untersagte Roosevelt diese Werbung und hielt auch nach seinem Ausscheiden aus dem Amt daran fest. Seine öffentlichen Äußerungen über seine Gewehre wurden aber weiterhin von Winchester in ihrer Werbung aufgegriffen, so in einer ganzseitigen Anzeige vom November 1909. Die große Popularität von Waffe und Munition hielt über ein Jahrhundert an. Selbst nach der Einstellung der Produktion von Gewehren dieses Kalibers im Jahr 1931 und der Fertigung der Munition 1955 wurden von Sammlern für Waffen im Kaliber .405 im Vergleich zu Gewehren mit anderen Kalibern hohe Aufpreise verlangt und gewährt.